# آنا کاپری
آنا کاپری (انگلیسی: Ahna Capri؛ ۶ ژوئیهٔ ۱۹۴۴ – ۱۹ اوت ۲۰۱۰) یک هنرپیشه اهل ایالات متحده آمریکا بود. وی بین سال‌های ۱۹۵۶ تا ۱۹۷۹ میلادی فعالیت می‌کرد.
از فیلم‌ها یا برنامه‌های تلویزیونی که وی در آن نقش داشته است می‌توان به اژدها وارد می‌شود اشاره کرد.
در 9 آگوست 2010 ، کاپری در یک سانحه رانندگی خودرو اش با یک کامیون پنج تنی برخورد کرد و یازده روز به حالت اغما فرو رفت و پس به هوش آمدن در 19 اوت در شصت و شش سالگی درگذشت.